# Primeira Liga 2003-04
La Primeira Liga 2003/04 fue la 70.ª edición de la máxima categoría de fútbol en Portugal. Porto ganó su 20° título. La temporada comenzó el 16 de agosto de 2003 con el partido inaugural Académica de Coimbra - Sporting de Portugal y finalizó el 9 de mayo de 2004.

## Tabla de posiciones
|    | Equipo               | Pts | PJ | PG | PE | PP | GF | GC |
| -- | -------------------- | --- | -- | -- | -- | -- | -- | -- |
| 1  | Porto                | 82  | 34 | 25 | 7  | 2  | 63 | 19 |
| 2  | Benfica              | 74  | 34 | 22 | 8  | 4  | 62 | 28 |
| 3  | Sporting de Portugal | 73  | 34 | 23 | 4  | 7  | 60 | 33 |
| 4  | Nacional Madeira     | 56  | 34 | 17 | 5  | 12 | 56 | 35 |
| 5  | Braga                | 54  | 34 | 15 | 8  | 11 | 33 | 36 |
| 6  | Marítimo             | 48  | 34 | 12 | 12 | 10 | 35 | 33 |
| 7  | Rio Ave              | 48  | 34 | 12 | 12 | 10 | 42 | 37 |
| 8  | Boavista             | 47  | 34 | 12 | 11 | 11 | 32 | 31 |
| 9  | Moreirense           | 46  | 34 | 12 | 10 | 12 | 33 | 33 |
| 10 | Leiria               | 45  | 34 | 11 | 12 | 11 | 43 | 45 |
| 11 | Beira-Mar            | 41  | 34 | 11 | 8  | 15 | 36 | 45 |
| 12 | Gil Vicente          | 40  | 34 | 10 | 10 | 14 | 43 | 40 |
| 13 | Académica de Coimbra | 38  | 34 | 11 | 5  | 18 | 40 | 42 |
| 14 | Vitória Guimarães    | 37  | 34 | 9  | 10 | 15 | 31 | 40 |
| 15 | Belenenses           | 35  | 34 | 8  | 11 | 15 | 35 | 54 |
| 16 | Alverca              | 35  | 34 | 10 | 5  | 19 | 33 | 49 |
| 17 | Paços Ferreira       | 28  | 34 | 8  | 4  | 22 | 27 | 53 |
| 18 | Estrela Amadora      | 17  | 34 | 4  | 5  | 25 | 22 | 74 |

|  | Campeón de Portugal y clasificado a la Fase de grupos de la Liga de Campeones |
|  | Clasificado a la Tercera ronda previa de la Liga de Campeones                 |
|  | Clasificado a la Primera ronda de la Copa de la UEFA                          |
|  | Clasificado a la Copa Intertoto                                               |
|  | Descenso a la Segunda Liga                                                    |

## Campeón
|                             |
| Campeón FC Porto 20° título |

## Estadísticas

### Goleadores
| Pos. | Jugador        | Equipo            | Goles |
| ---- | -------------- | ----------------- | ----- |
| 1    | Benni McCarthy | Porto             | 20    |
| 2    | Adriano        | Nacional          | 19    |
| 3    | Evandro        | Rio Ave           | 15    |
| 3    | Liédson        | Sporting          | 15    |
| 5    | Ricardo Sousa  | Boavista          | 14    |
| 6    | Derlei         | Porto             | 13    |
| 7    | Simão Sabrosa  | Benfica           | 12    |
| 8    | Zé Manuel      | Paços de Ferreira | 11    |
| 8    | Ferreira       | Gil Vicente       | 11    |
| 8    | Wender         | Braga             | 11    |

### Tripletes
| Jugador         | Nacionalidad | Equipo     | Rival                | Resultado | Fecha      |
| --------------- | ------------ | ---------- | -------------------- | --------- | ---------- |
| Henry Antchouet | Gabón        | Belenenses | Estrela da Amadora   | 4–0       | 07-09-2003 |
| Adriano         | Brasil       | Nacional   | Vitória de Guimarães | 4–2       | 05-10-2003 |
| Liédson         | Brasil       | Sporting   | Estrela da Amadora   | 4–0       | 10-04-2004 |
| Adriano Rossato | Brasil       | Nacional   | Beira Mar            | 3-0       | 25-04-2004 |
| Benni McCarthy  | Sudáfrica    | Porto      | Paços de Ferreira    | 3–1       | 09-05-2004 |

## Premios

### Premios mensuales
| Mes        | Jugador del mes   | Jugador del mes |
| Mes        | Jugador           | Equipo          |
| ---------- | ----------------- | --------------- |
| Septiembre | Juninho Petrolina | Beira-Mar       |
| Octubre    | Derlei            | FC Porto        |
| Noviembre  | Pedro Barbosa     | Sporting CP     |
| Diciembre  | Evandro           | Rio Ave         |
| Enero      | Benni McCarthy    | FC Porto        |
| Febrero    | Petit             | Benfica         |
| Marzo      | Doula             | Sporting CP     |
| Abril      | Rossato           | Nacional        |
| Mayo       | Benni McCarthy    | FC Porto        |

### Premios del año
Bola de Plata
El premio Bota de Plata portugués fue ganado por el sudafricano Benni McCarthy, del Porto, al anotar 20 goles.